# Lutjanus campechanus
Lutjanus campechanus là một loài cá biển thuộc chi Lutjanus trong họ Cá hồng. Loài này được mô tả lần đầu tiên vào năm 1860. 

## Từ nguyên
Từ định danh campechanus được đặt theo tên của bang Campeche (México), nơi mà mẫu định danh của loài cá này được thu thập (hậu tố anus trong tiếng Latinh nghĩa là “thuộc về”).

## Tình trạng phân loại
L. campechanus và Lutjanus purpureus là hai loài cá hồng theo truyền thống được coi là những loài hợp lệ, tuy nhiên tình trạng phân loại của chúng vẫn còn đang được tranh luận. Một số nghiên cứu trước đó chỉ ra rằng, L. campechanus và L. purpureus là một loài duy nhất, nhưng cũng có nghiên cứu lại cho rằng chúng là những đơn vị phân loại riêng biệt.
Rivas (1966) coi chúng là hai loài dựa vào sự khác biệt về số lượng vảy của, trên và dưới đường bên cùng chiều dài của vây ngực. Sau đó, Cervigón (1993) đã chỉ ra sự giống nhau đáng chú ý ở cả hai loài, chẳng hạn như số lượng gai chồng lên nhau ở vây hậu môn, cho biết rằng L. campechanus và L. purpureus nên được coi là một loài duy nhất với một vài khác biệt hình thái tùy khu vực phạm vi.
Silva và cộng sự (2020) đã tìm thấy số lượng đáng kể các haplotype được chia sẻ giữa hai loài, đặc biệt là liên quan đến trình tự DNA nhân. Sự phân định phân tử hỗ trợ phân biệt giữa L. campechanus và L. purpureus là các đơn vị tiến hóa riêng biệt. Tuy nhiên, họ đã xác định được một dòng gen đơn hướng bắc–nam, tức L. campechanus truyền cho L. purpureus, cho thấy rằng sự chuyển gen vào cá thể khác (introgression) là nguyên nhân dẫn đến sự hiện diện của các haplotype được chia sẻ.
Theo Marval-Rodríguez và cộng sự (2020), hai thực thể phân loại L. campechanus và L. purpureus biểu hiện một số khác biệt về hình dạng sỏi tai và di truyền giữa các quần thể ở vịnh México, biển Caribe và phía tây nam Đại Tây Dương, nhưng không phải giữa L. campechanus và L. purpureus vì đó không đủ để coi là hai loài riêng biệt, cho thấy rằng chúng có khả năng đang trải qua quá trình hình thành loài.

## Phân bố và môi trường sống
L. campechanus có phân bố giới hạn ở Tây Đại Tây Dương, từ bang North Carolina dọc theo bờ đông và nam Hoa Kỳ trải dài đến vịnh México, tuy nhiên vẫn có ghi chép về những cá thể lang thang tại bang Massachusetts (xa hơn ở phía bắc phạm vi), Cuba và Bahamas.
L. campechanus sống xung quanh các rạn san hô, được tìm thấy ở độ sâu độ sâu ít nhất là 10–190 m; cá con sống ở vùng nước nông, gồm cả vùng cửa sông và thường sống trên nền đáy cát hoặc bùn.

### Loài bị đe dọa
Kể từ năm 1945, trữ lượng sinh khối loài L. campechanus ở bờ biển Đại Tây Dương thuộc Mỹ đã giảm 95,8% và 33–68% ở bờ vịnh México thuộc Mỹ. Sinh khối của loài này ở bãi ngầm Campeche cũng đã giảm 49% trong giai đoạn 1984–1999 và dường như chưa phục hồi. Do đó mà L. campechanus được xếp vào nhóm Loài sắp nguy cấp.
L. campechanus nhỏ dễ bị mắc lưới đánh bắt tôm có thể đã góp phần làm suy giảm quần thể ở vùng Vịnh, đặc biệt ở vùng biển México. Trong một nghiên cứu, L. campechanus chưa lớn cư trú ở những vùng biển không có hoạt động đánh bắt tôm thương mại có khả năng sống sót cao hơn so với cá con ở những vùng biển có hoạt động này.
Hoa Kỳ đã áp dụng lệnh cấm đánh bắt cá 5 năm ở bờ biển Đại Tây Dương nhằm chấm dứt tình trạng đánh bắt quá mức. Khu vực thương mại vùng Vịnh thuộc Hoa Kỳ đã được quản lý bởi chương trình hạn ngạch đánh bắt cá nhân (IFQ) từ năm 2007 và lượng đánh bắt không được phép vượt quá IFQ. Cũng tại Hoa Kỳ, lĩnh vực câu cá giải trí được kiểm soát với mùa đánh bắt ngắn, giới hạn kích thước cá thể được câu.

## Mô tả
Chiều dài cơ thể lớn nhất được ghi nhận ở L. campechanus là 100 cm, thường bắt gặp với chiều dài trung bình khoảng 60 cm. Lưng và thân trên có màu đỏ tươi hoặc đỏ nâu, thân dưới và bụng màu hồng đỏ. Mống mắt màu đỏ. Đốm đen ở thân sau, ngay dưới phần trước của vây lưng mềm (vẫn còn đến khi chúng dài khoảng 25–30 cm chiều dài tiêu chuẩn). Các vây hầu hết đỏ, vây đuôi (cụt hoặc hình lưỡi liềm) có thêm viền đen.
Số gai ở vây lưng: 10; Số tia vây ở vây lưng: 13–15; Số gai ở vây hậu môn: 3; Số tia vây ở vây hậu môn: 8–9; Số tia vây ở vây ngực: 15–18; Số vảy đường bên: 47–48.

## Sinh thái

### Thức ăn
Thức ăn của L. campechanus bao gồm cá nhỏ và nhiều loài thủy sinh không xương sống khác là giun nhiều tơ, giáp xác, sống đuôi, chân bụng và chân đầu.

### Tuổi thọ
Tuổi thọ cao nhất mà L. campechanus đạt được tính đến thời điểm hiện tại là 60 năm, thuộc về một cá thể ở vịnh México.

### Sinh sản
Mùa sinh sản của L. campechanus được ghi nhận từ tháng 5 đến tháng 9 ở ngoài khơi Đông Nam Hoa Kỳ, kéo dài đến tháng 12 ở phía tây bắc vịnh México (đỉnh điểm sinh sản là từ tháng 6 đến tháng 8), và từ tháng 7 đến tháng 10 ngoài khơi tây nam Florida và tại bãi ngầm Campeche.

## Giá trị
Đây là loài rất quan trọng trong cả nghề cá thương mại và giải trí ở vùng biển Hoa Kỳ và México. Nghề đánh bắt cá hồng ở México bao gồm nhiều loài, tuy nhiên, L. campechanus chiếm đến 90% sản lượng đánh bắt. Ở México, loài này có giá trị cao ở cả thị trường nội địa và quốc tế, do hầu hết cá lớn được xuất khẩu, trong khi các loài cá hồng nhỏ hơn được bán trong nước.

### Nuôi trồng thủy sản
Do nạn đánh bắt quá mức nên nỗ lực phát triển công nghệ nuôi trồng thủy sản cho L. campechanus đã bắt đầu vào cuối những năm 1970. Chúng được sinh sản trong môi trường trại giống bằng cách kích thích sinh sản những con trưởng thành đánh bắt tự nhiên hoặc bằng cách tạo điều kiện cho những con trưởng thành sinh sản tự nhiên dưới sự kiểm soát.
Trong một cuộc thử nghiệm, cá bột L. campechanus (0 tuổi) dành nhiều thời gian hơn trên chất nền vỏ sò so với nền cát. Nền vỏ có thể cung cấp thêm thức ăn và nơi trú ẩn cho cá bột so với nền cát, nhưng việc ưa thích chất nền vỏ trong môi trường sống tự nhiên chỉ có thể xảy ra trong thời kỳ này, bởi vì khi cá lớn lên (>10 cm), chúng có thể từ bỏ môi trường sống này.